# Gosia Dobrowolska
Gosia Dobrowolska, właściwie: Małgorzata Dobrowolska (ur. 2 czerwca 1958 w Kamiennej Górze) – australijska aktorka polskiego pochodzenia.

## Życiorys
W 1980 ukończyła Studium Aktorskie przy Teatrze Polskim we Wrocławiu, grała także na tamtejszej scenie (debiut w Śnie nocy letniej w reż. Jerzego Grzegorzewskiego). Rok później wyemigrowała, przez Austrię do Australii.
Już w 1982 r. zadebiutowała na scenie teatralnej, występując w sztuce Bachantki w reżyserii Philipa Keira w teatrze w Sydney. Tam została dostrzeżona przez Sophię Turkiewicz i zaangażowana do roli w swoim pierwszym australijskim filmie Silver City (1984). Zagrała w nim rolę emigrantki przybywającej z Polski do Australii po II wojnie światowej.
Nakręcony w 1991 film Paula Coxa Golden Braid był napisany specjalnie dla niej. Reżyser ten często angażował ją do swoich filmów, określano ją nawet jako „aktorkę Coxa”. Po dwudziestu latach wróciła do polskiego kina, grając w filmie Jerzego Stuhra Tydzień z życia mężczyzny (1999), a następnie w Doskonałym popołudniu Przemysława Wojcieszka (2005).
Oprócz występów w filmach Gosia Dobrowolska wykłada na wydziale reżyserskim szkoły filmowej w Sydney.

## Filmografia
- Dreszcze (1981)
- Silver City (1984)
- City West (1984)
- The Surfer (1986)
- Na osiemdziesiąt sposobów dookoła świata (Around the World in Eighty Ways 1987)
- Przyszedłem w sprawie samobójstwa (I've Come About the Suicide 1987)
- Mission: Impossible (serial telewizyjny 1989)
- Fields of Fire III (1989)
- The Great Air Race (1990)
- Złoty warkocz (Golden Braid 1990)
- Fobia (Phobia 1990)
- Opowieść o kobiecie (A Woman's Tale 1991)
- Ostrożnie (Careful 1992)
- The Nun and the Bandit (1992)
- Resistance (1992)
- Wielkie plany (Big Ideas 1992)
- Opiekun (The Custodian 1993)
- Dotknij mnie (Touch Me 1993)
- Seven Deadly Sins (1993)
- McGregorowie (Snowy River: The McGregor Saga serial telewizyjny 1993-1996)
- Wygnanie (Exile 1994)
- Kevin Rampenbacker and the Electric Kettle (1994)
- Zemsta i pożądanie (Lust and Revenge 1996)
- Opowieści erotyczne (Tales of Erotica 1996)
- The Hidden Dimension (1997)
- Tropem zbrodni (Murder Call serial telewizyjny 1997-1999)
- Cena życia (All Saints 1998)
- Never Tell Me Never (1998)
- Tydzień z życia mężczyzny (1999) jako Anna Borowska
- Doskonałe popołudnie (2005)